# حمض إيثيل إيكوسابنتانويك
حمض إيثيل إيكوسابنتانويك ( E-EPA )، المعروف أيضًا باسم إيثيل إيكوسابنتاينويك ، هو دواء يستخدم لعلاج ارتفاع الدهون الثلاثية.   يستخدم مع النظام الغذائي و الستاتينات عندما تكون نسبة الدهون الثلاثية أكبر من 500 ملغم/ديسيلتر؛ أو أكبر من 150 ملغم/ديسيلتر عند الأشخاص المعرضين لخطر كبير.  و يؤخذ عن طريق الفم. 
تشمل الآثار الجانبية الشائعة له: آلام العضلات و التورم و الإمساك و النقرس و الرجفان الأذيني .  قد تشمل الآثار الجانبية الأخرى ردود الفعل التحسسية والنزيف.  وهو مكون من حمض أوميغا 3 الدهني حمض إيكوسابنتاينويك (EPA) من زيت السمك .  أما كيف يعمل فليس واضحا تماما. 
ووفق على حمض إيثيل إيكوسابنتاينويك للاستخدام الطبي في الولايات المتحدة في عام 2012 و أوروبا في عام 2021.   كما ووفق على نسخة مكافئة.  في الولايات المتحدة تبلغ التكلفة حوالي 84 دولارًا أمريكيًا شهريًا اعتبارًا من عام 2021.  لكن، اعتبارًا من عام 2021، لم يعد متاحًا تجاريًا في المملكة المتحدة أو أوروبا. 